# ويليام فيرغسون (سياسي كندي)
ويليام فيرغسون هو سياسي كندي، ولد في 13 فبراير 1954 في كيتشنر في كندا، وتوفي بنفس المكان في 22 يوليو 2011. حزبياً، نشط في الحرب الديمقراطي الجديد لأونتاريو. وقد انتخب عضو برلمان مقاطعة أونتاريو.